# Kardemir Karabükspor
Kardemir Demir Çelik Karabükspor – jest tureckim klubem piłkarskim z siedzibą w Karabük.

## Historia
Kardemir Demir Çelik Karabükspor został założony 1969, jednak korzenie jego sięgają 1938 i klubu D.Ç. Gençlik Kulübü. W 1969 klub przystąpił do rozgrywek trzeciej ligi i występował w niej do 1972, kiedy to awansował do drugiej ligi. Pobyt w drugiej lidze trwał tylko sezon. Po roku pobytu w 3. lidze klub powrócił do 2. ligi w 1974 i występował w niej (z krótką przerwą latach 1983-1984) do 1993, kiedy to pierwszy raz w historii Karabükspor awansował do pierwszej ligi.
Karabükspor w debiutanckim sezonie zajął 14. miejsce i opuścił szeregi pierwszoligowców. Kolejny raz do pierwszej ligi klub awansował w 1997. W sezonie 1997-98 klub zajął wysokie 9. miejsce, jednak w następnym sezonie Karabükspor zajął ostatnie – 18. miejsce w lidze i został zdegradowany do 2. ligi. W 2001 klub po raz kolejny został zdegradowany, tym razem do 3. ligi. Do drugiej ligi Karabükspor powrócił w 2008, a do Süper Lig w 2010. W pierwszym sezonie po powrocie Karabükspor zajął 9. miejsce.

## Sukcesy
- 4 sezony w Süper Lig: 1993-1994, 1997-1999, 2010-.

## Sezony wSüper Lig
| Sezon   | Uzyskane Miejsce |
| ------- | ---------------- |
| 1993-94 | 14 (spadek)      |
| 1997-98 | 9                |
| 1998-99 | 18 (spadek)      |
| 2010-11 | 9                |

## Europejskie puchary
Legenda do wszystkich tabel:
- Q – runda eliminacyjna, 1/16, 1/8, 1/4, 1/2 – odpowiednia faza rozgrywek, Grupa – runda grupowa, 1r gr – pierwsza runda grupowa, 2r gr – druga runda grupowa, F – finał, R – runda, PO – play-off
- k. – rzuty karne, los. – losowanie, Dogr. – dogrywka, w. – zasada bramek strzelonych na wyjeździe

| Sezon   | Rozgrywki   | Runda | Przeciwnik       | Dom | Wyjazd | Ogólnie     |
| ------- | ----------- | ----- | ---------------- | --- | ------ | ----------- |
| 2014/15 | Liga Europy | 3Q    | Rosenborg        | 0–0 | 1–1    | 1–1, w.     |
| 2014/15 | Liga Europy | PO    | AS Saint-Étienne | 1–0 | 0–1    | 1–1, k: 3–4 |